# Ilabaya
Ilabaya es una localidad peruana, capital del distrito homónimo, perteneciente a la provincia de Jorge Basadre del departamento de Tacna, al sur del Perú. En el 2017 tenía una población de 301 habitantes según el INEI.

## Descripción y turismo
Cuenta con una de las iglesias más antiguas de la región de Tacna, como la Parroquia San Pedro Apostol de Ilabaya. La Iglesia posee un techo de mojinete. Ilabaya cuenta en sus alrededores con interesantes formaciones geológicas que, producto de la erosión eólica, han adquirido diversidad de formas extrañas e impresionantes, que aparentan ser una multitud de inmensos guardianes, hoy conocidos como los gigantes dormidos. 